# Nowy Otok
Nowy Otok – zachodnia część miasta Oława, w województwie dolnośląskim. Położona na lewym brzegu rzeki Oławy, za linią kolejową Wrocław – Opole. Do końca 1972 r. samodzielna miejscowość, włączona w granice Oławy 1 stycznia 1973.
Znajduje się tu Kościół Najświętszej Maryi Panny Królowej w Oławie, należący do Parafii Najświętszej Maryi Panny Królowej w Oławie-Nowym Otoku.

## Nazwa
Osada wzmiankowana już w 1253. W księdze łacińskiej Liber fundationis episcopatus Vratislaviensis (pol. Księga uposażeń biskupstwa wrocławskiego) spisanej za czasów biskupa Henryka z Wierzbna w latach 1295–1305 miejscowość wymieniona jest w zlatynizowanej formie Othoc superiori oraz inferiori Othoc. Do 1945 pod niem. nazwą Neuottag.

## Historia
Dawniej samodzielna wieś i gmina jednostkowa. Od 1945 w Polsce, gdzie ustanowiła gromadę w gminie Wierzbno w powiecie oławskim w województwie wrocławskim. W związku z reformą administracyjną kraju jesienią 1954 Górnik wszedł w skład nowo utworzonej gromady Gaj Oławski. 1 stycznia 1960 Nowy Otok wyłączono ze zniesionej gromady Gaj Oławski i włączony do nowo utworzonej gromadę Godzinowice. 1 lipca 1968 Nowy Otok wyłączono ze zniesionej gromady Godzinowice i włączony do nowo utworzonej gromady Oława.  1 stycznia 1973, w związku z kolejną reformą administracyjną kraju, Nowy Otok włączono do Oławy.

## Demografia
W 1925 dwie rezydencje, 28 domów mieszkalnych, 44 gospodarstwa, 190 mieszkańców, 1935 – 233 mieszkańców, w 1939 – 225 mieszkańców w 57 gospodarstwach.
Na terenie ogródków działkowych w Nowym Otoku w latach 1983–2002 działał kontrowersyjny wizjoner i twórca sekty chrześcijańskiej Kazimierz Domański.